# Marcus Junianus Justinus

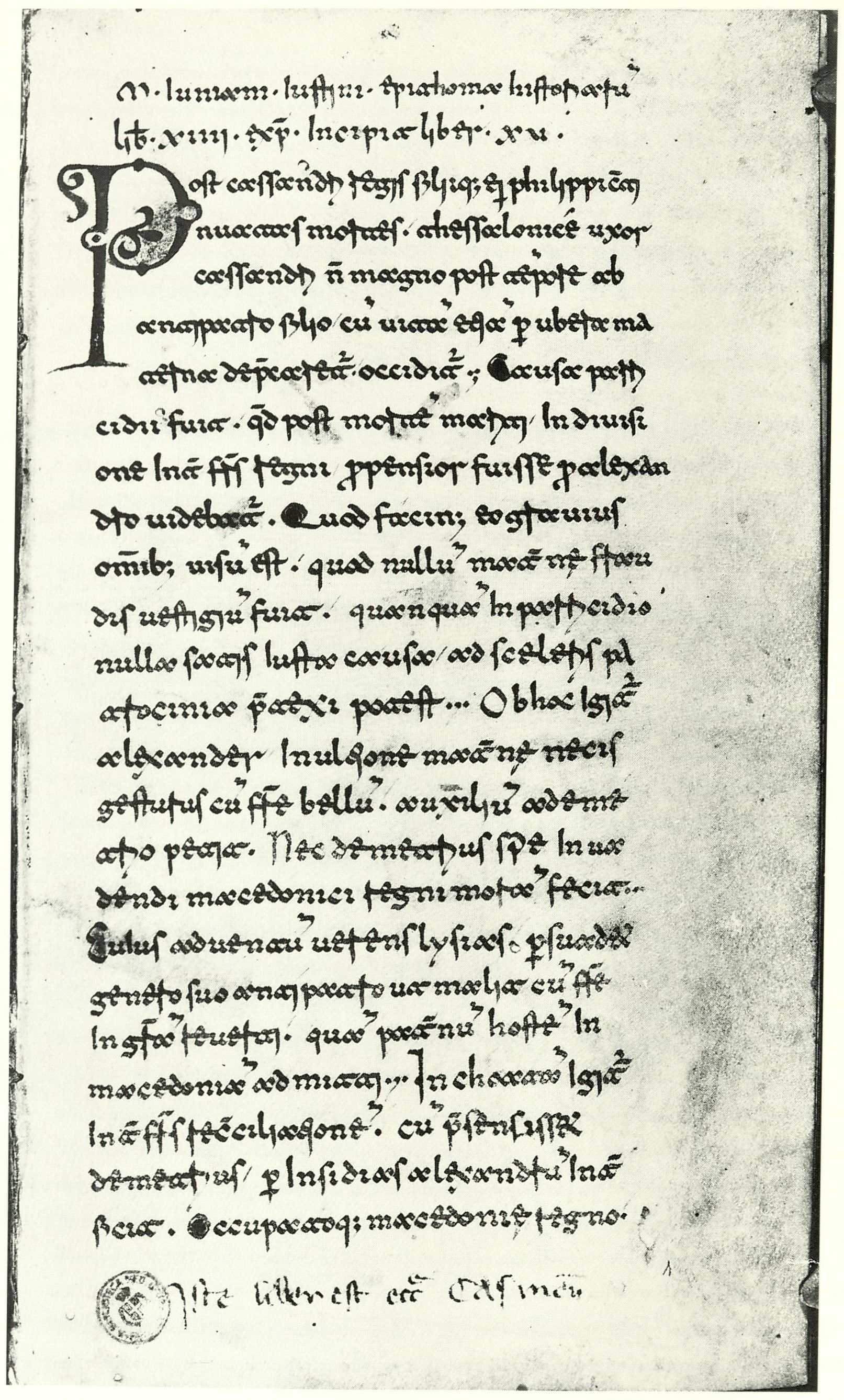
En sida ur Historia Philippicae et Totius Mundi Origines et Terrae Situs.

Marcus Junianus Justinus var en romersk historiker som levde på 200-talet e.Kr. Han författade verket Historia Philippicae et Totius Mundi Origines et Terrae Situs, ett sammandrag av Pompejus Trogus universalhistoria. Trogus historia bestod av 44 böcker som numera är försvunna. Den behandlade troligtvis Makedoniens historia. Justinus sammandrag anses härstamma från 200-talet e.Kr. 